# Janieck Devy
Janieck Devy, artiestennaam van Janieck van de Polder, (Noordwijk, 1994) is een Nederlandse singer-songwriter en acteur.
In 2004 maakte hij zijn acteerdebuut in de Nederlandse kinderfilm Pluk van de Petteflet. Hierin vertolkte Van de Polder de hoofdrol. Hierna speelde hij kleinere rollen in Kruistocht in spijkerbroek en My Queen Karo.
Als zanger maakte Van de Polder zijn debuut in 2012, met de single Six string thing. Sindsdien gebruikt hij de artiestennaam Janieck Devy. Zijn grootste succes is de dance-hit Reality van de Belgische dj Lost Frequencies, waarin Devy de melodie, gitaar, de zang en de tekst voor rekening heeft genomen. Dit nummer stond in 2015 in verschillende Europese landen op nummer 1, waaronder in Duitsland, Vlaanderen en Hongarije.

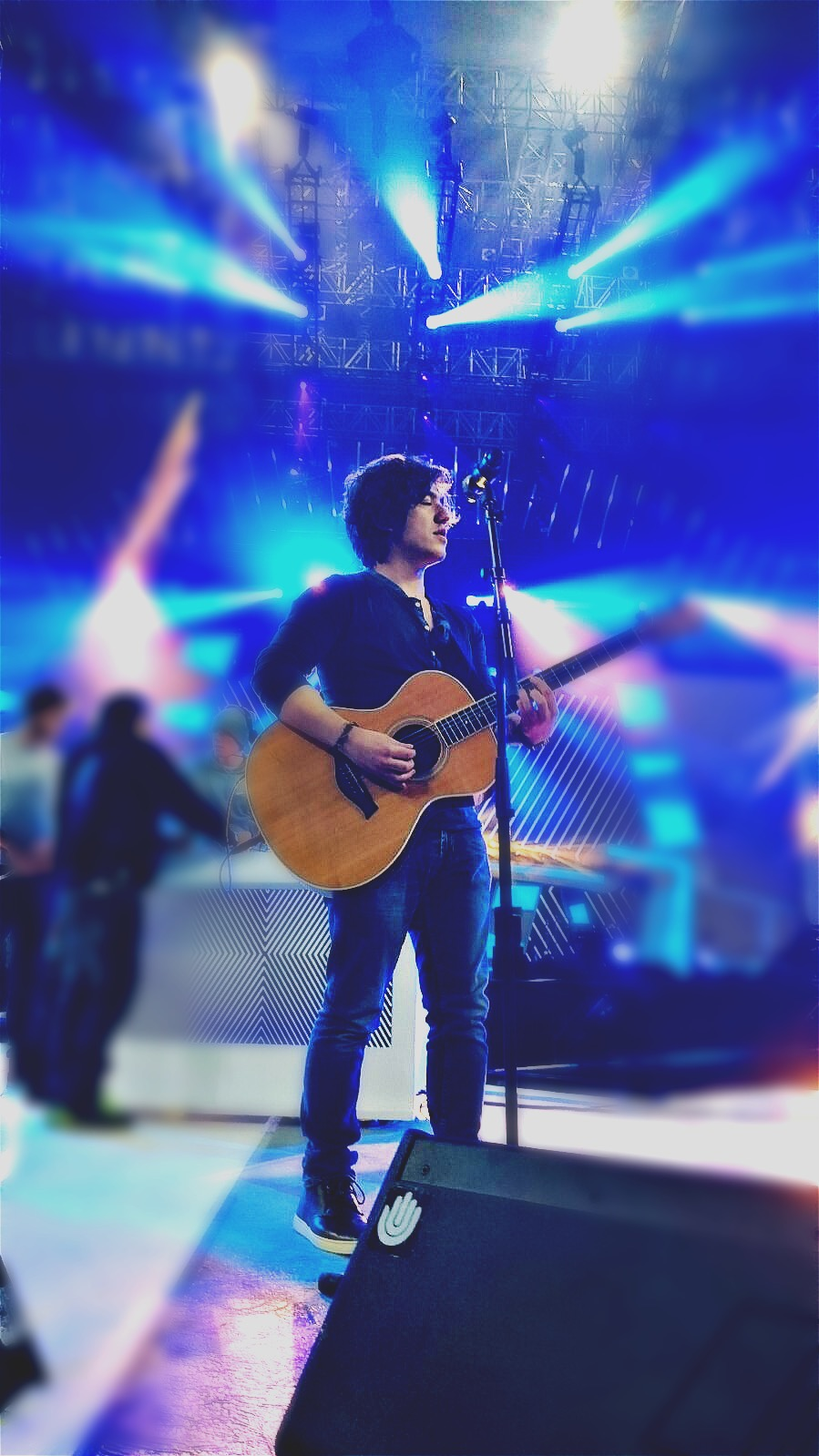
Janieck Devy

In 2017 werkte Devy samen met zijn oosterbuur Alle Farben op de single Little Hollywood. Een jaar later scoorde Devy nog een bescheiden hit met de single Does It Matter. Samen met Marcia Sondeijker en Roulsen schreef hij het nummer 22, waarmee de Ierse zangeres Sarah McTernan haar land vertegenwoordigde op het Eurovisiesongfestival 2019 in Tel Aviv.

## Discografie

### Singles
| Single met eventuele hitnotering(en) in de Nederlandse Top 40 | Datum van verschijnen | Datum van binnenkomst | Hoogste positie | Aantal weken | Opmerkingen                                       |
| ------------------------------------------------------------- | --------------------- | --------------------- | --------------- | ------------ | ------------------------------------------------- |
| Reality                                                       | 2015                  | 18-07-2015            | 3               | 27           | met Lost Frequencies / Nr. 5 in de Single Top 100 |
| Feel the Love (Sam Feldt edit)                                | 2016                  | 02-07-2016            | 27              | 8            | Nr. 44 in de Single Top 100                       |
| Just Wanna Be with You                                        | 2017                  | 04-02-2017            | tip24           | -            |                                                   |
| Does It Matter                                                | 2017                  | 24-02-2018            | 33              | 5            | Nr. 68 in de Single Top 100                       |
| You Don't Have to Like It                                     | 2018                  | 10-03-2018            | tip2            | -            | met Lucas & Steve                                 |
| Narcotic                                                      | 2019                  | 21-09-2019            | 12              | 10           | met Younotus en Senex                             |

| Single met hitnotering(en) in de Vlaamse Ultratop 50 | Datum van verschijnen | Datum van binnenkomst | Hoogste positie | Aantal weken | Opmerkingen           |
| ---------------------------------------------------- | --------------------- | --------------------- | --------------- | ------------ | --------------------- |
| Reality                                              | 2015                  | 13-06-2015            | 1(5wk)          | 34           | met Lost Frequencies  |
| Feel the Love (Sam Feldt edit)                       | 2016                  | 28-05-2016            | tip             | -            |                       |
| To Rome                                              | 2018                  | 20-01-2018            | tip             | -            | met Deepend           |
| You Don't Have to Like It                            | 2018                  | 03-03-2018            | tip24           | -            | met Lucas & Steve     |
| Does It Matter                                       | 2017                  | 23-06-2018            | 43              | 2            |                       |
| Narcotic                                             | 2019                  | 26-10-2019            | tip11           | -            | met Younotus en Senex |
| Somebody New                                         | 2019                  | 02-11-2019            | tip             | -            |                       |
| How (Do I Love You)                                  | 2020                  | 11-04-2020            | tip             | -            |                       |